# الفتاة التي تحمل مسدسا (فلم)
الفتاة التي تحمل مسدسًا هو فيلم كوميدي أمريكي لعام 1943. من إخراج فرانك وودروف وكتابة إدوارد دين وفريد شيلر. من بطولة روث تيري، روبرت ليفينجستون، والي فيرنون، جاك لا رو، كيرك ألين، و إيدي باركر. صدر الفيلم في 15 ديسمبر 1943 من خلال شركة ريببلك بيكتشرز .

## الممثلون
- روث تيري بدور فيكي نوريس / سالي بنسون
- روبرت ليفينغستون في دور نيك وينر
- والي فيرنون بدور الجوكر
- جاك لا رو في دور جوني روسي
- كيرك ألين بدور ج. لسلي بيرتون الثالث
- إيدي باركر في دور مايك
- جو كيرك في دور جو ماكجورن
- هيلين تالبوت في دور الزوجة الشابة
- ليديا بيلبروك بدور السيدة. بيرتون
- جورج ليسي في دور السيد بيرتون

## روابط خارجية
- مقالات تستعمل روابط فنية بلا صلة مع ويكي بيانات